# Elkeson
Elkeson de Oliveira Cardoso (chiń. 埃尔克森·德·奥利维拉·卡多索), znany jako Elkeson lub po chińsku Ai Kesen (chiń. 艾克森, ur. 13 lipca 1989 w Coelho Neto) – chiński piłkarz brazylijskiego pochodzenia grający na pozycji napastnika. Reprezentant Chin.

## Życiorys

### Kariera klubowa
W latach 2001–2009 występował w brazylijskim zespole EC Vitória jako junior, a następnie w 2009 podpisał profesjonalny kontrakt z tym że zespołem i grał w nim do 2011. W sezonie 2011-2012 występował w Botafogo FR. 24 grudnia 2012 oficjalnie został przedstawiony jako zawodnik chińskiego zespołu Guangzhou Evergrande, został sprzedany za 5,7 mln euro. W 2016 przeszedł do Shanghai SIPG, kwota odstępnego 18,50 mln.
9 lipca 2019 Elkeson powrócił do swojego byłego klubu Guangzhou Evergrande, umowa do 30 czerwca 2023; kwota odstępnego 5,50 mln euro.
Od kwietnia 2023 występuje w klubie Chengdu Rongcheng.

### Kariera reprezentacyjna
W 2011 został powołany przez trenera Mano Menezesa do gry w reprezentacji Brazylii, debiutował 22 września 2011 podczas turnieju 2011 Superclásico de las Américas przeciwko Argentynie, ale Elkeson pozostał na ławce w całej grze.
Elkeson został powołany do chińskiej drużyny narodowej w sierpniu 2019, po uzyskaniu obywatelstwa chińskiego poprzez naturalizację. Został pierwszym graczem powołanym do reprezentacji Chin bez chińskiego pochodzenia. Po jego naturalizacji jako obywatela chińskiego jego imię zostało przetłumaczone na chiński jako Ài Kèsēn. W reprezentacji Chin zadebiutował 10 września 2019 na stadionie narodowym (Male, Malediwy) podczas eliminacji do mistrzostw świata 2022 w wygranym 5:0 meczu przeciwko Malediwom.

## Sukcesy

### Klubowe
EC Vitória
- Campeonato Baiano: 2009, 2010
- Copa do Nordeste: 2010

Guangzhou Evergrande
- Chinese Super League: 2013, 2014, 2015, 2019

### Reprezentacyjne
Brazylia
- Superclásico de las Américas: 2011